# Gabiare
La Gabiare est une rivière du canton du Jura (Suisse) et un affluent de la Scheulte, donc un sous-affluent du Rhin par la Birse.

## Géographie
Elle traverse les villages de Vermes, Courchapoix et Vicques. Elle se jette dans la Scheulte.